# Kjell Svensson
Kjell Gustaf Svensson (* 10. September 1938 in Södertälje) ist ein ehemaliger schwedischer Eishockeytorwart.  

## Karriere
Kjell Svensson begann seine Karriere als Eishockeyspieler in seiner Heimatstadt beim Södertälje SK, für dessen Profimannschaft er von 1954 bis 1959 in der Division 1, der damals höchsten schwedischen Spielklasse, aktiv war. In der Saison 1955/56 gewann er mit seiner Mannschaft den nationalen Meistertitel. Anschließend verbrachte der Torwart die Saison 1959/60 beim Tabergs SK in der Division 2, ehe er weitere zwei Spielzeiten lang für den AIK Solna in der Division 1 zwischen den Pfosten stand. Von 1962 bis zu seinem Karriereende 1969 lief er erneut für seinen Heimatverein Södertälje SK auf.     

### International
Für Schweden nahm Svensson an den Olympischen Winterspielen 1960 in Squaw Valley und 1964 in Innsbruck teil. Bei den Winterspielen 1964 gewann er mit seiner Mannschaft die Silbermedaille. Zudem stand er im Aufgebot seines Landes bei den Weltmeisterschaften 1962, 1963, 1965 und 1967. Bei der WM 1965 gewann er mit seiner Mannschaft die Bronze-, bei den Weltmeisterschaften 1963 und 1967 die Silbermedaille. Bei der WM 1962 gewann Svensson mit Schweden die Goldmedaille. Als bestes europäisches Team wurde die Mannschaft zudem Europameister. 

## Erfolge und Auszeichnungen
| - 1956 Schwedischer Meister mit dem Södertälje SK - 1960 Schwedisches All-Star Team - 1961 Schwedisches All-Star Team | - 1963 Schwedisches All-Star Team - 1964 Schwedisches All-Star Team |

### International
| - 1962 Goldmedaille bei der Weltmeisterschaft - 1963 Silbermedaille bei der Weltmeisterschaft - 1964 Silbermedaille bei den Olympischen Winterspielen | - 1965 Bronzemedaille bei der Weltmeisterschaft - 1967 Silbermedaille bei der Weltmeisterschaft |